# Themistocles Zammit
Sir Themistocles „Temi” Zammit CMG (sau Żammit; n. 30 septembrie 1864, Valletta, Port Region (Port)⁠(d), Malta – d. 2 noiembrie 1935) a fost un arheolog și istoric maltez, profesor de chimie, medic, cercetător și scriitor. A ocupat funcția de rector al Universității Regale din Malta între 1920 și 1926 și a fost primul director al Muzeului Național de Arheologie din orașul său natal, Valletta.

## Carieră
După ce a absolvit medicina la Universitatea din Malta, Zammit s-a specializat în bacteriologie la Londra și Paris.Se consideră că în anul 1905 descoperirea laptelui contaminat ca vector de transmitere la om a Brucelozei melitensis, prezentă în sângele caprei, a contribuit semnificativ la eliminarea febrei ondulante de pe insule, fapt care i-a adus titlul de cavaler.
Autor al mai multor opere literare în limba malteză, Zammit a primit titlul de Doctor în Litere honoris causa din partea Universității Oxford. A fost înnobilat în anul 1930, după ce fusese anterior admis ca Companion al Ordinului Sfântului Mihail și Sfântului Gheorghe. De asemenea, a publicat o istorie a insulelor malteze și a condus săpături arheologice importante, precum Hipogeul și templele megalitice de la Tarxien, Ħaġar Qim și Mnajdra, care au fost ulterior declarate Situri ale Patrimoniului Mondial UNESCO.

## Moștenire
Abordarea științifică a lui Zammit în arheologie i-a consolidat și mai mult reputația la nivel internațional. O expoziție permanentă a unora dintre descoperirile sale poate fi vizitată la Muzeul Național de Arheologie din Valletta.
Sala principală a Universității din Malta poartă numele lui Zammit. Sala Sir Temi Zammit este un auditoriu multifuncțional utilizat ca sală de cursuri, teatru și spațiu pentru ceremoniile de absolvire ale studenților.
Zammit este reprezentat pe două monede comemorative malteze: o monedă de 1 liră malteză (Lm1) emisă în 1973 și o monedă de 5 lire malteze (Lm5) emisă în 2006. Ambele monede sunt din argint și îi prezintă portretul alături de datele sale de naștere și deces.